# Thomas Krohne
Thomas Krohne (* 17. Mai 1962 in Bremen) ist ein deutscher Sportfunktionär und Unternehmer. Er war Mitglied des Aufsichtsrats des SV Werder Bremen und Präsident des Deutschen Volleyball-Verbandes. Er ist Mitinhaber der European League of Football und der Munich Ravens.
Der Sportökonom Thomas Krohne war als hauptamtlicher Mitarbeiter für die Vermarktung des Deutschen Golf Verbands tätig. Außerdem war er acht Jahre lang als Direktor Television bei der Sportrechteagentur ISPR für die Vermarktung der Medienrechte der Fußball-Bundesliga verantwortlich. 2004 gründete er das Medienunternehmen the sportsman media holding GmbH, deren Tochterunternehmen in der Sportrechtevermarktung und Videoproduktion tätig sind. Er war einer der Geschäftsführer des Unternehmens, bis dieses 2016 an die Sportradar AG verkauft wurde. Teile der Beteiligungen der Firma übernahm Krohne in die KW25 Beteiligung-GmbH.
Am 25. August 2012 wurde Thomas Krohne auf dem Verbandstag des Deutschen Volleyball-Verbandes in Timmendorfer Strand als Nachfolger von Werner von Moltke zum DVV-Präsidenten gewählt. Wegen Unstimmigkeiten über die künftige Ausrichtung des DVV mit den Landesverbänden trat Krohne am 17. Juni 2018 gemeinsam mit fünf weiteren Vorständen von seinem Amt zurück. Als Nachfolger wurde Rekordnationalspieler René Hecht gewählt.
Am 21. November 2016 wurde er von der Mitgliederversammlung des SV Werder Bremen in den Aufsichtsrat des Fußball-Bundesligisten gewählt. Die Funktion beendete er im August 2021. Zu einer Neuwahl im September 2021 trat er nicht mehr an.
2019/20 war Krohne Präsident des Rotary-Clubs München-Hofgarten.
Im Juli 2022 wurde Krohne Gesellschafter der European League of Football (ELF). Er ist Mitgründer und seit Ende 2023 alleiniger Eigentümer der ELF-Franchise Munich Ravens.
Thomas Krohne lebt in München. Er ist verheiratet und hat vier Kinder.